# Lomanella troglodytes
Lomanella troglodytes is een hooiwagen uit de familie Triaenonychidae.